# 己略黄公祠
己略黄公祠位于广东省潮州市义安路铁巷2号。

## 简介
1887年，即清光绪十三年建成，为黃己略私家祠堂。裏面“雕梁畫棟”，具备潮州木雕、潮州石雕等艺术特征，其不同于一般私家祠堂采用八宝四艺、八吉祥、文房四宝等传统吉祥图案，己略黄公祠运用历史典故、人物及传说做为金漆木雕题材，其中包括将相和、洛神、三顾茅庐、完璧归赵等，极具历史及艺术价值。现为一座二进院落。天井立头进与后厅之中，廊轩居两侧，抱厦驻后厅，格局为四厅相向。

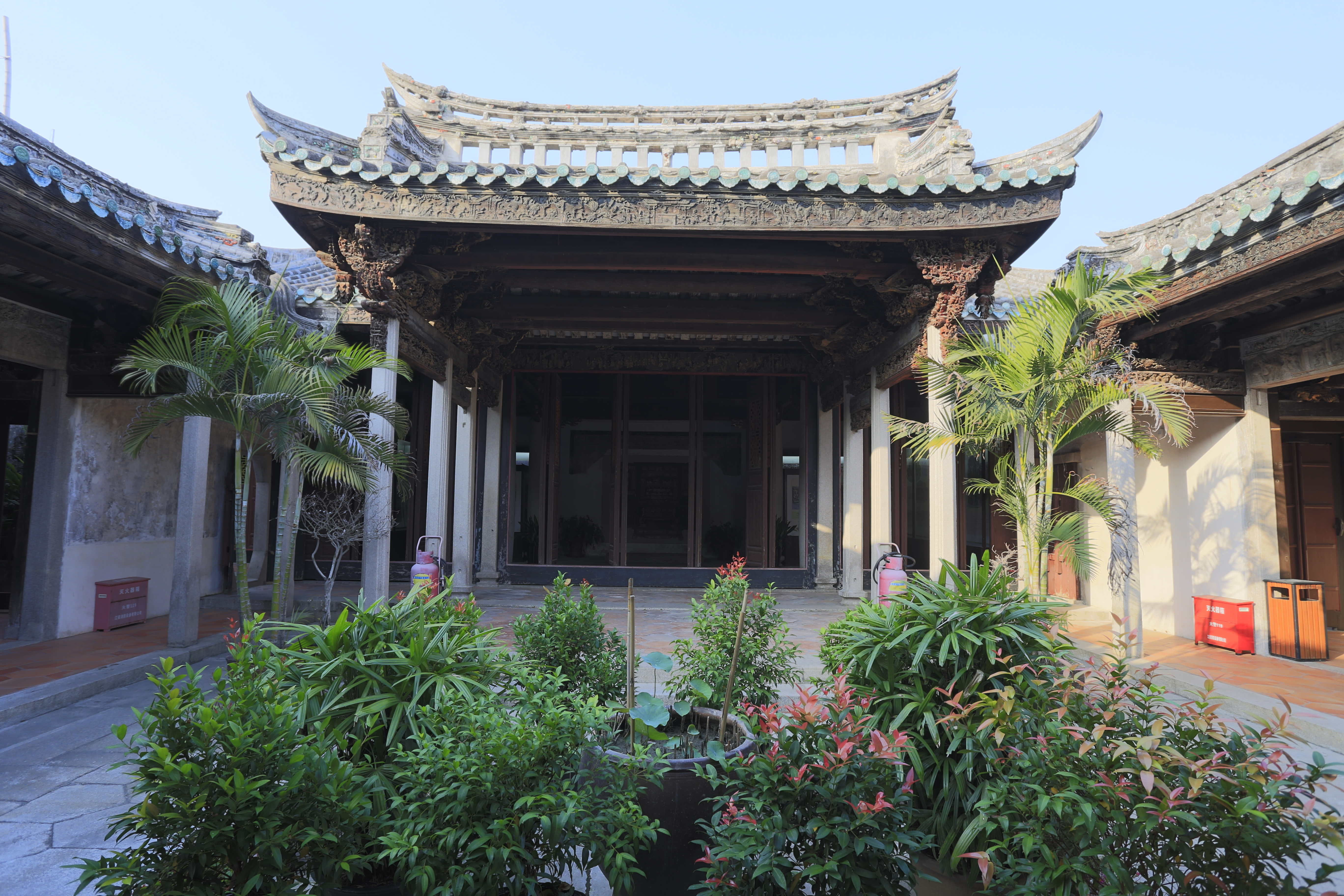
后厅
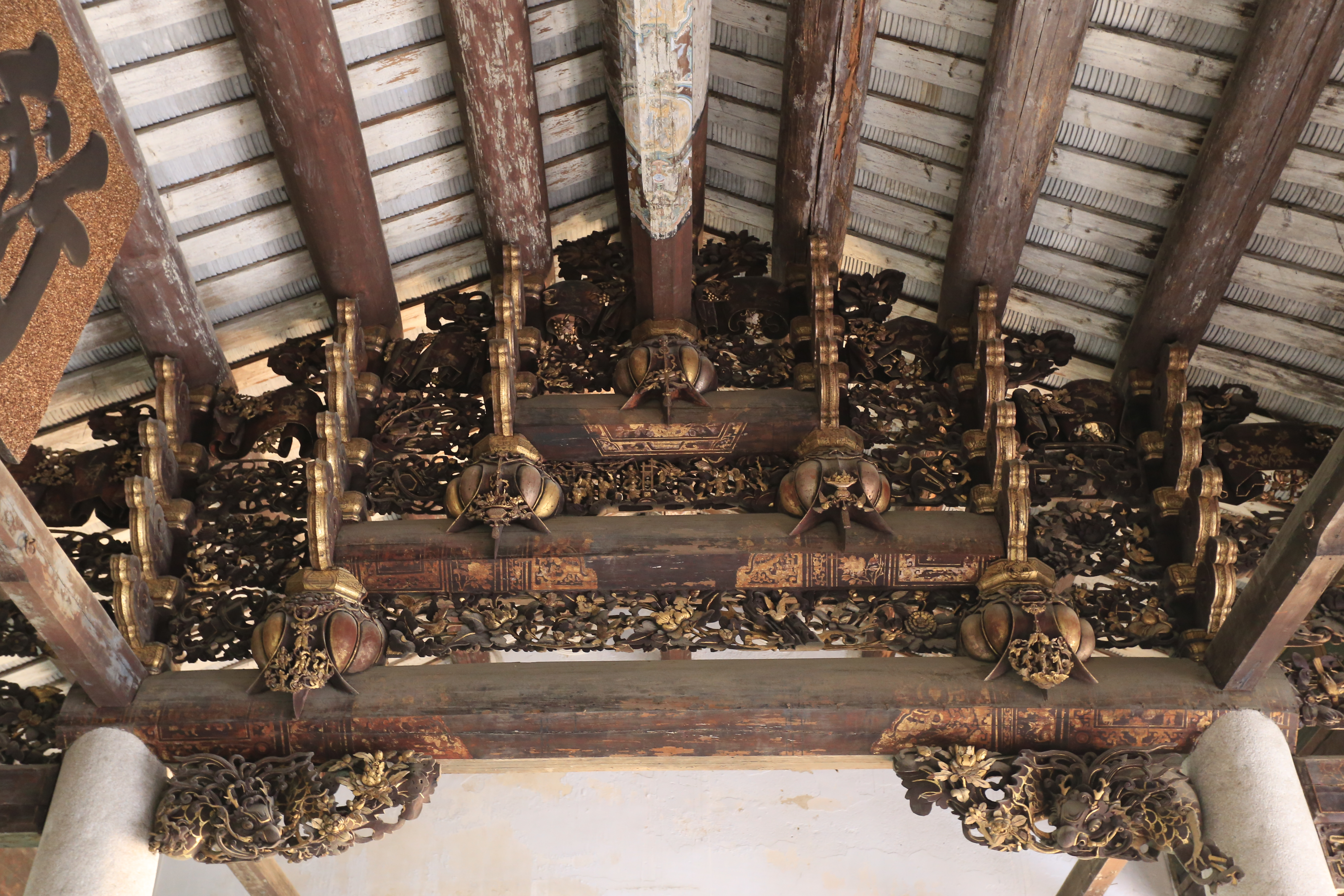
金漆木雕
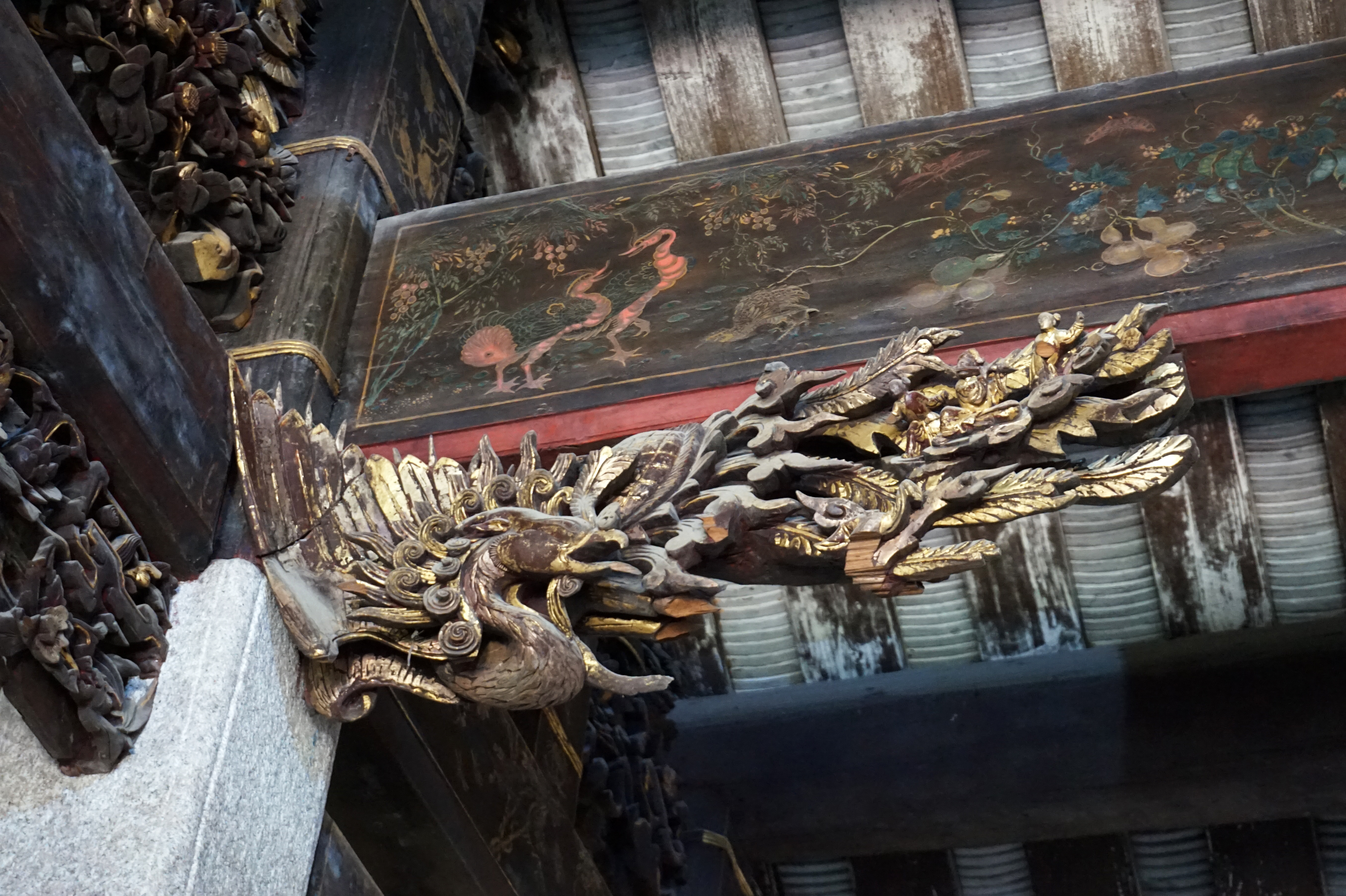
凤凰木雕